# Alper Mestçi
Alper Mestçi es un guionista, director de cine y autor turco. 

## Biografía
Después de iniciar su carrera profesional en 1995, participó en la edición, escritura y dirección de programas para ATV como Sok, Beyaz Mostrar y Zaga de Kanal D, HIZAR  de Kanal 6 y  dikkat sahan Çıkabilir, Zoka, BI es İçin lazim y Uzman Avı de TV8. También trabajó como columnista para Milliyet y Tempo.
Preparó el sitio web anti-medios / humor llamado Shockhaber.com junto a Hüseyin Özcan desde 2001, más tarde publicó el contenido de humor disponible en su sitio web como tres libros separados titulados Saçmala, Radar Oldum, y Takıntılar respectivamente.
En 2003, escribió la columna "Serin Duruş" junto con Hüseyin Özcan para el periódico Milliyet, que fue galardonada por su delicado uso del idioma turco en los Premios Karaman Türk Dili.
En 2005, asumió la tarea de dirigir y escribir guiones para un programa de bocetos multimedia llamado Dikkat Şahan Çıkabilir. Su carrera cinematográfica comenzó en 2006 cuando la historia de terror que preparó con Güray Ölgü y Şahan Gökbakar llegó a la pantalla grande y fue adaptada como una película.
Tuvo su primera experiencia como director de cine en 2007 con Musallat, coescribió el guion de la película junto a Güray Ölgü.
En 2009, con experiencia en el género de la comedia durante su carrera televisiva, dirigió la película Kanal-i-zasyon, y continuó su carrera produciendo otra película de terror en 2010.
Después de lanzar una secuela para Musallat en 2011, Mestçi comenzó a trabajar en una serie de películas de terror tituladas SİCCÎN, y mientras tanto dirigió las películas de comedia Sabit Kanca y Sabit Kanca 2.
En 2015, se casó con la presentadora de Gülhan'ın Galaksi Rehberi, Gülhan Şen.

## Filmografía
| Películas | Películas                | Películas          | Películas | Películas | Películas | Películas | Películas                      |
| Año       | Título                   | Género             | Papel     | Papel     | Papel     | Papel     | Notas                          |
| Año       | Título                   | Género             | Productor | Director  | Guionista | Otro      | Notas                          |
| --------- | ------------------------ | ------------------ | --------- | --------- | --------- | --------- | ------------------------------ |
| 2006      | Gen                      | Novela de suspenso | no        | no        | no        | sí        | Narrador, productor ejecutivo. |
| 2007      | Musallat                 | Horror             | no        | sí        | sí        | NA        |                                |
| 2009      | Kanal-i-zasyon           | Comedia            | no        | sí        | no        | sí        | Narrador.                      |
| 2010      | Üç Harfliler: Marid      | Horror             | sí        | no        | no        | NA        |                                |
| 2011      | Musallat 2: Lanet        | Horror             | no        | sí        | sí        | NA        |                                |
| 2013      | Sabit Kanca              | Comedia            | no        | sí        | sí        | NA        |                                |
| 2014      | SİCCÎN: Büyü Haramdır    | Horror             | no        | sí        | no        | NA        |                                |
| 2014      | Sabit Kanca 2            | Comedia            | no        | sí        | no        | NA        |                                |
| 2015      | SİCCÎN 2                 | Horror             | no        | sí        | sí        | NA        |                                |
| 2016      | Üç Harfliler 3: Karabüyü | Horror             | no        | sí        | sí        | NA        |                                |
| 2016      | SİCCÎN 3: Cürmü Aşk      | Horror             | no        | sí        | sí        | NA        |                                |
| 2017      | SİCCÎN 4                 | Horror             | no        | sí        | sí        | NA        |                                |
| 2018      | SİCCÎN 5                 | Horror             | no        | sí        | sí        | NA        |                                |
| 2019      | SİCCÎN 6                 | Horror             | no        | sí        | sí        | NA        |                                |